# Abi Branning
Abi Branning, es un personaje ficticio de la serie de televisión británica EastEnders interpretada por la actriz Lorna Fitzgerald del 3 de julio de 2006 hasta el 18 de enero del 2018.

## Antecedentes
Abi es el resultado de la aventura entre Max Branning y Tanya Cross, Max dejó a su esposa Rachel y a su pequeño hijo Bradley Branning para casarse con Tanya y ser padre de Lauren. Poco después a su nueva familia se les unieron sus pequeños hermanos Lauren y Oscar.

## Biografía
Abi se va por un corto tiempo de Walford y se muda a Exeter para acompañar a su madre Tanya a internar a su hermana Lauren en un centro de rehabilitación para personas alcohólicas luego de que comenzara a tener muchos problemas con la bebida.
El 19 de enero del 2018 Abi luego de que su familia decidiera desconectar su soporte de vida luego de quedar con muerte cerebral después de sufrir un accidente al caer desde el techo de un edificio.